# 吉良吉田站
吉良吉田站（日语：／ Kira-yoshida eki */?）是位於愛知縣西尾市吉良町，屬於名古屋鐵道（名鐵）的車站。車站編號為GN13。所有列車均停此站。

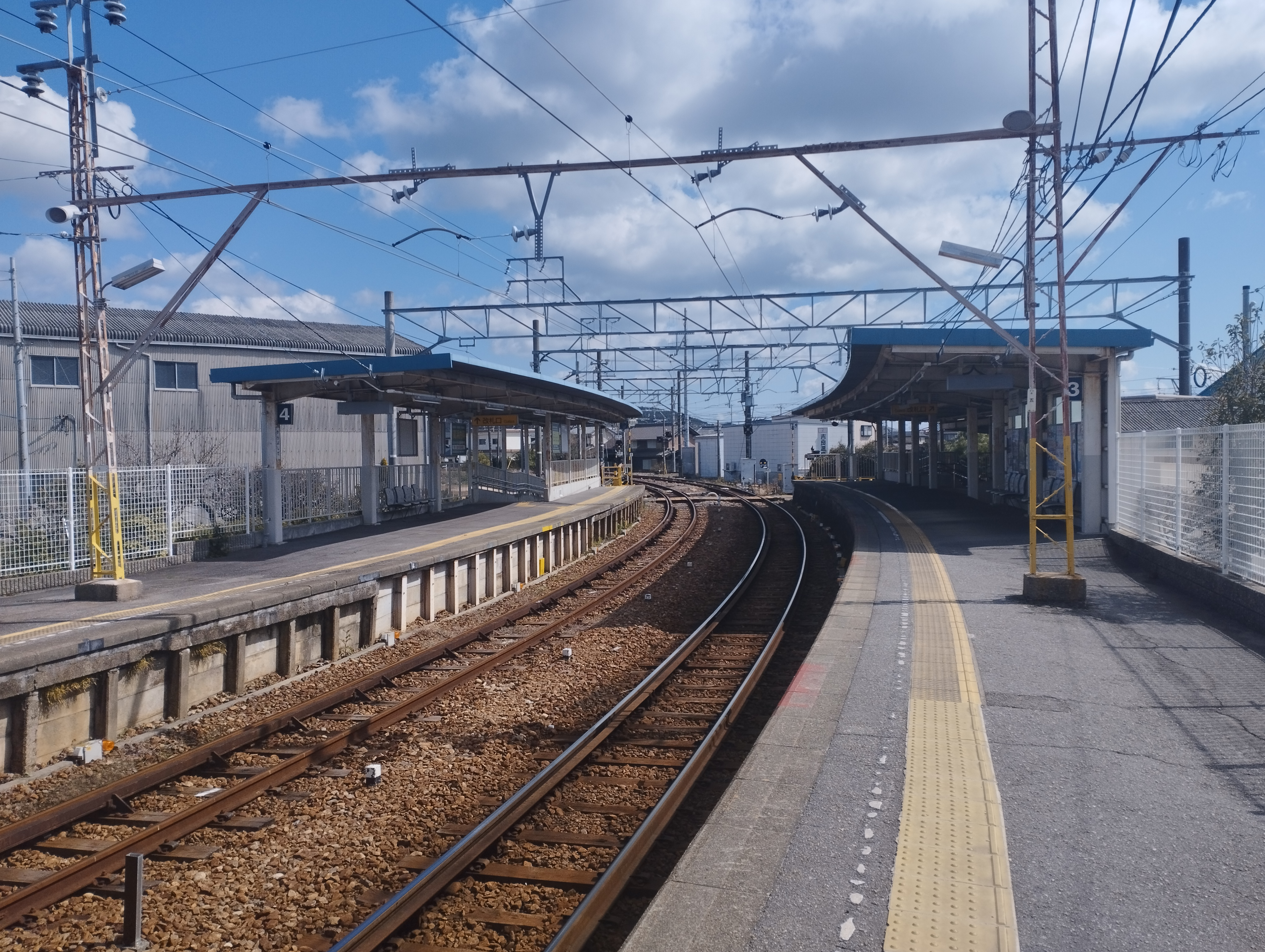
西尾線月台(2024年3月)

## 概要
此站為西尾線和蒲郡線的起點與終點站。從前在兩線之間互相直通運輸，運輸系統一體化。在2008年（平成20年）6月29日時間表修正後，此站把兩線的運輸系統完全分離。同時，西尾線特急列車不再駛入此站，取而代之為急行列車（西尾站至此站之間各站停車）駛入此站。
蒲郡線中，所有從此站出發的列車均為一人控制，在舊三河線月台（2號月台）設有轉乘閘口。此外，在3、4號月台設有候車室，各月台設有提輪椅使用的斜道。
此站的西尾線月台上為急彎，因此1000系不可使用該月台（1000系特急列車只會來往西尾站），可駛入此站的特急列車車輛包括1600系和8800系（1999年以前為7000系）。
在現時的時間表中，在日間設有每小時2班的西尾線急行列車直通前往名古屋本線方向（基本上前往佐屋站或彌富站），以及每小時2班的蒲郡線一人控制普通列車，可互相進行轉乘。

## 歷史
舊・吉良吉田站
西尾鐵道線（後來為名鐵西尾線）開通時同時啟用，當時名為吉良吉田站（第一代）。該車站距離現時位置0.3公里（向西尾方向）（現時在吉田公園附近）。
- 1915年（大正4年）8月5日 - 西尾鐵道橫須賀口（後來為鎌谷站附近）至吉良吉田之間開通，此站啟用。在開通時軌距為762mm與非電氣化。
- 1916年（大正5年）2月12日 - 吉良吉田至吉田港之間開通，成為中途站。
- 1926年（大正15年）12月1日 - 西尾鐵道合併至愛知電氣鐵道（日语：愛知電気鉄道），成為愛知電氣鐵道車站。
- 1928年（昭和3年）10月1日 - 西尾線（舊線）西尾至吉良吉田之間600伏特直流電氣化，並改變距軌至1067mm，吉良吉田至吉田港之間廢止。
- 1942年（昭和17年）12月28日 - 西尾線吉良吉田（第一代）至三河吉田之間開通。
- 1943年（昭和18年）2月1日 - 與三河吉田站合併，此站廢止。

現時・吉良吉田站
三河鐵道（後來為名鐵三河線）開通時同時啟用，當時名為三河吉田站。
- 1928年（昭和3年）8月25日 - 三河鐵道神谷（後來為松木島）至三河吉田之間開通，此站啟用，當時名為三河吉田[1]。
- 1942年（昭和17年）12月28日 - 西尾線吉良吉田（第一代）至三河吉田之間開業。
- 1943年（昭和18年）2月1日 - 吉良吉田站（第一代）與三河吉田站，吉良吉田站（第一代）廢止。
- 1945年（昭和20年）1月13日 - 三河地震使車站受毀[2]。
- 1960年（昭和35年）11月1日 - 改名為吉良吉田站（第二代，現時）[1]。
- 1969年（昭和44年）7月6日 - 終止貨物服務[1]。
- 1984年（昭和59年）5月 - 車站大樓火災，一部分燒毀。同年9月1日翻新[3]。
- 2004年（平成16年）4月1日 - 三河線碧南至吉良吉田之間廢止[1]。
- 2005年（平成17年）1月28日 - 蒲郡線直通的特急與急行，以及從此站日間出發的特急廢止。
- 2008年（平成20年）6月29日 - 車站可以使用交通儲值卡「Trans Pass（日语：トランパス (交通プリペイドカード)）」。同時西尾線與蒲郡線的直通班次廢止，此站把兩線的運輸系統完全分離。在2號月台設置轉乘閘口，蒲郡線專用月台再次使用[1]。再沒有特急駛入此站。
- 2011年（平成23年）2月11日 - 車站可以使用「manaca」IC卡（只限在西尾線使用）。
- 2012年（平成24年）2月29日 - 交通儲值卡「Trans Pass」的服務終止，此站也不可使用其儲值卡。

1943年當時的配線略圖[4]。已廢止的吉田港站側線也記載在圖中。
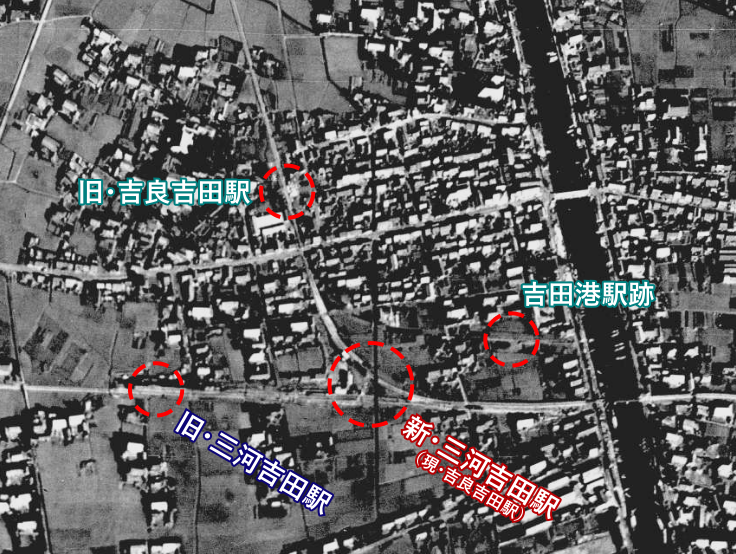
吉良吉田站與三河吉田站的位置 圖片歸屬：國土交通省「國土圖像資訊（航空相片）」 發行：國土地理院地圖、航空相片參閲服務（页面存档备份，存于）

## 車站構造
本站為地面車站，且整日為車站職員配置車站。站內設有1面線的單式月台（2號月台蒲郡線）與2面2線的相對式月台（3、4號西尾線月台），共3面3線的混合式月台。1號月台曾經是三河線月台，現時是留置線。1號與2號月台可容納3卡車廂，3號與4號月台可容納4卡車廂，並可連接蒲郡線與西尾線兩邊路軌。該兩月台建設在半俓160米的急彎。4卡車廂中第2和3號車廂，或3門車廂使用3號月台停車，在中間車門上下車時，月台與車廂的空隙會特別寬，因此上下車時需注意。站内設有自動售票機、自動閘機和簡易列車資訊。此站沒有自動廣播系統，部分時間職員會進行人聲廣播。
2號月台設有轉乘閘口，蒲郡線內無法使用manaca和互相使用IC卡，因此使用該卡進行轉乘時，需要在轉乘閘口聯絡車站職員。
西尾線的3號與4號月台與蒲郡線2號月台，兩組月台呈現一個鋭角結構。舊三河線的線路中，部分成為留置線。舊三河線（碧南方向）月台中，在2004年廢止後有一段時間封閉月台，不可進入。在現時只有蒲郡線的列車使用。由於西尾線和蒲郡線的沒有直通運輸，因此在月台站名牌中，在鄰近車站的其中一邊為空白（由於為了列車檢査與車輛交替，兩線的路軌仍然連接著，止衝擋只設於1、2號月台碧南方向）。
在2號月台中，止衝擋旁設有一個平交道，該平交道為2004年廢止的舊三河線遺物。當2號月台的蒲郡線列車到達時警報機會響，遮斷機會落下，但通常列車不會通過該平交道。
| 月台 | 路線         | 方向                         | 備註 |
| ---- | ------------ | ---------------------------- | --- |
| 1    | （舊三河線） | （舊三河線）                 | 在月台上沒有「1」的數字掛在上蓋，地面也沒有盲文塊，不會用作乘客上下車使用。現時該列車只作留置線。在吉良吉田至碧南之間廢止後，在碧南一邊設有止衝擋。                                |
| 2    | 蒲郡線       | 蒲郡方向                     | 可容納3卡車廂，月台與車廂高低差較大（約24厘米），因此需十分留意。 |
| 3・4 | 西尾線       | 西尾、新安城、名鐵名古屋方向 | 可容納4卡車廂，新安城、名古屋方向的列車使用此月台。為了不需要橫過平交道，因此大部分班次使用3號月台。4號月台有數班列車使用，或作為停泊列車之用，又或若臨時列車使用3號月台時才使用。 |

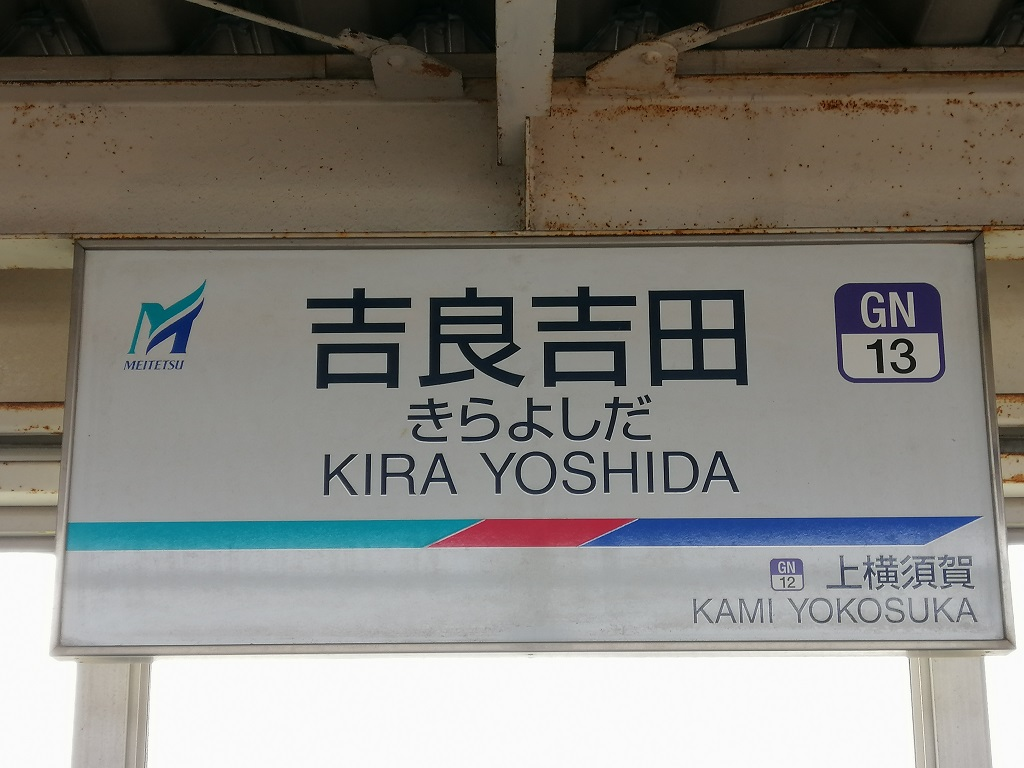
西尾線的站名牌
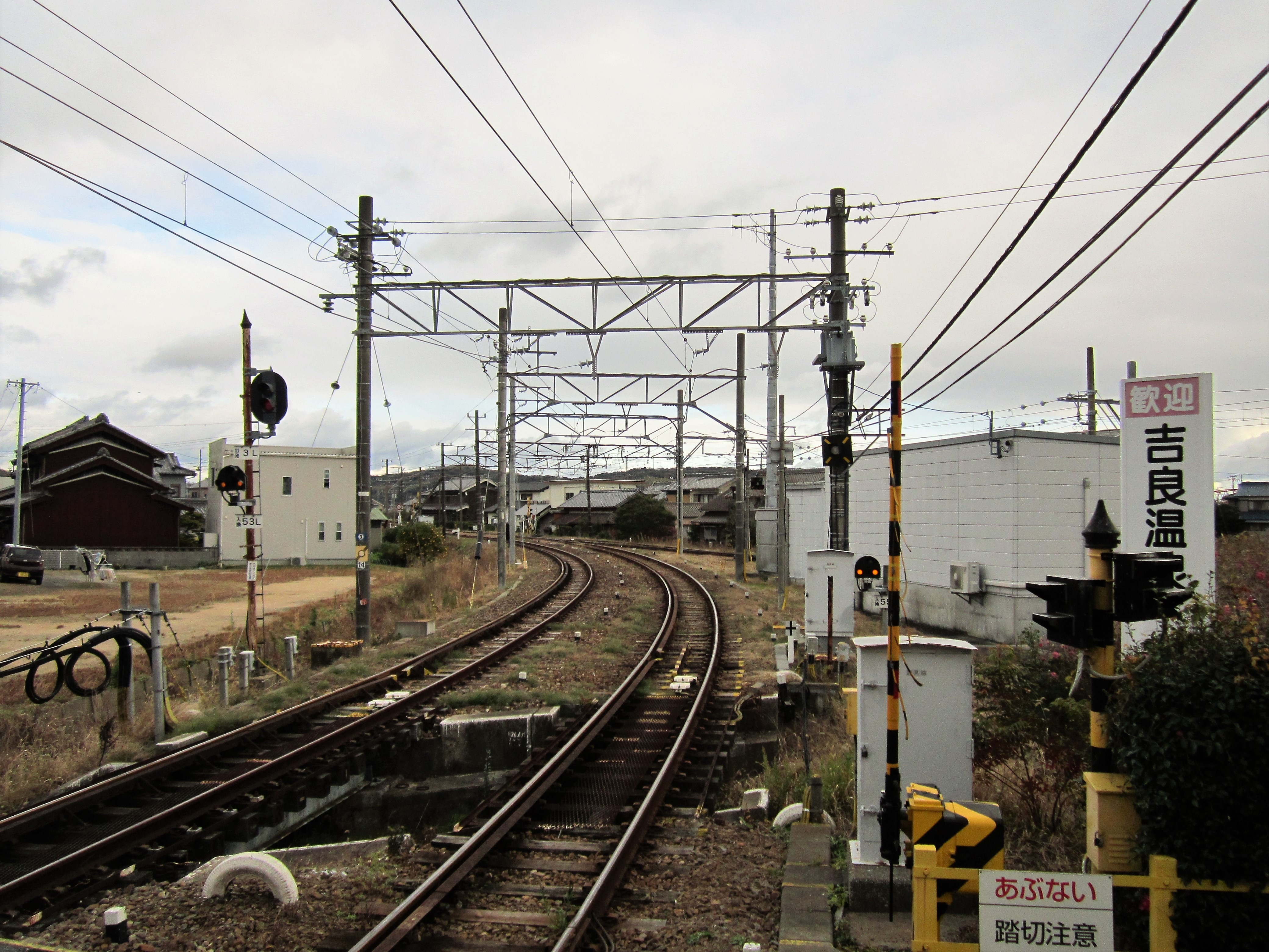
蒲郡線與西尾線連接點
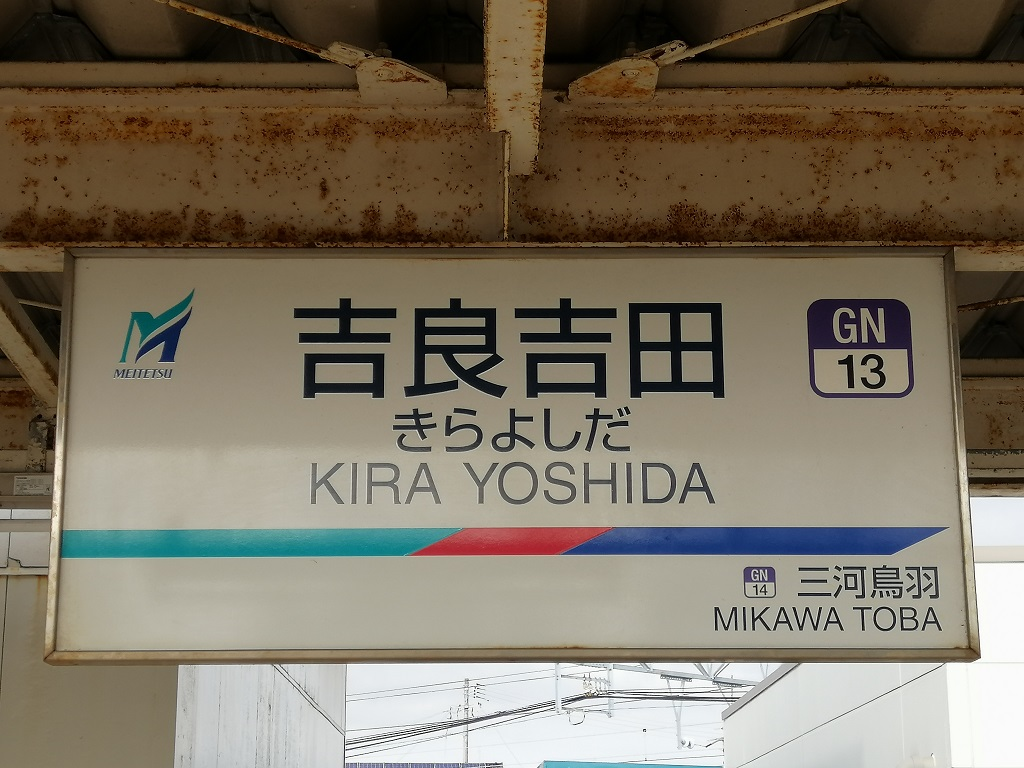
蒲郡線的站名牌
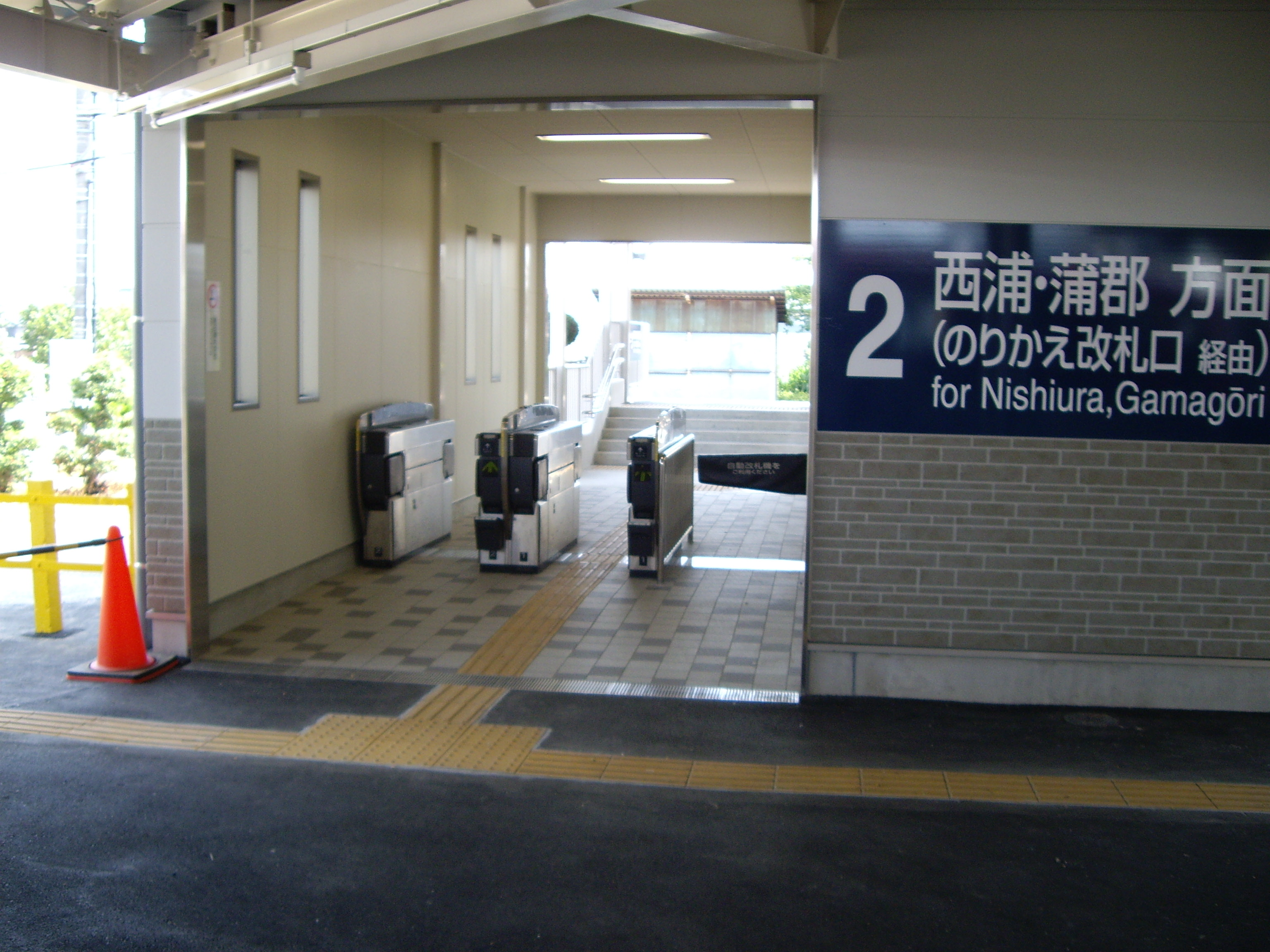
轉乘閘口

### 配線圖
|                                             | ↑ 西尾、新安城、名古屋方向         |                          |
| ← 知立、 碧南、 三河平坂方向 （2004年廃止） | 名古屋鐵道 吉良吉田站 站內配線略圖 | → 幡豆、 西浦、 蒲郡方向 |
| 图例 参考文献：                             |                                    |                          |

## 使用狀況
- 在中提及在2013年度，當時1日平均上下車人次為2,748人，為名鐵所有車站（275站）排名第153，西尾線、蒲郡線（23站）中排名第7[7]。
- 在中提及在1992年度，當時1日平均上下車人次為2,988人，為除岐阜市內線均一車費區間內各站（岐阜市內線、田神線、美濃町線徹明町站至琴塚站之間）外名鐵所有車站（342站）中排名第144，西尾線、蒲郡線（24站）排名第6，三河線（38站）排名第13[8]。
- 在中提及在2010年度1日平均乘車人次為1,308人[9]。
- 以下為近年1日平均乘車人次的列表：

| 年度   | 1日平均 乘車人次 |
| ------ | ---------------- |
| 2006年 | 1,153            |
| 2007年 | 1,194            |
| 2008年 | 1,235            |
| 2009年 | 1,268            |
| 2010年 | 1,308            |

## 車站周邊
- 西尾市政廳吉良分所（前：吉良町政廳）
- 吉良吉田郵局
- 西尾信用金庫（日语：西尾信用金庫）吉田分店
- 愛知縣中央信用組合（日语：愛知県中央信用組合）吉良分店
- 西尾市立吉田小學
- 宮崎海灘
- 惠比壽海灘
- 吉良溫泉（日语：吉良温泉）
- 吉田港
- 正法寺古墳（日语：正法寺古墳 (西尾市)）

## 巴士路線
在三河線碧南站至吉良吉田站之間廢止的替代巴士，該巴士路線由舊沿線自治體組成的朋友巴士運行協議會，再委託巴士公司運行。

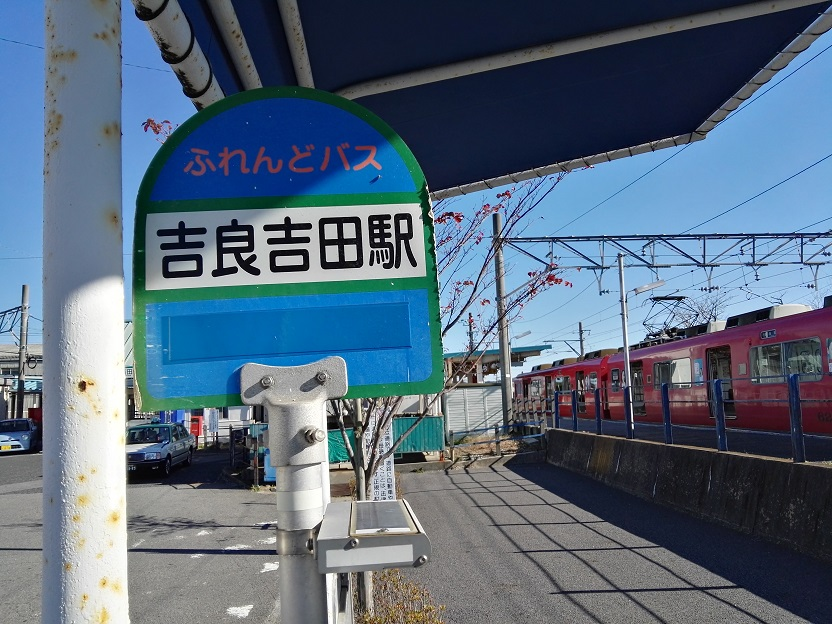
吉良吉田站巴士站

## 相鄰車站
名古屋鐵道
 西尾線
■急行、■普通
上橫須賀（GN12）－吉良吉田（GN13）
 蒲郡線
■普通
吉良吉田（GN13）－三河鳥羽（GN14）

### 曾經存在的路線
名古屋鐵道
三河線
松木島－吉良吉田

## 注腳
1. 1 2 3 4 5  新實守. . 新實守. 2015: 121.
2. ↑  名古屋鐵道廣報宣傳部（編）. . 名古屋鐵道. 1994: 972.
3. ↑  名古屋鐵道廣報宣傳部（編）. . 名古屋鐵道廣報宣傳部. 1986: 205.
4. ↑  清水武，田中義人『名古屋鉄道車両史 上巻』，Alpha Beta Books，2019年，pp.181-182，ISBN 978-4865988475
5. 1 2  駅時刻表：名古屋鉄道・名鉄バス （页面存档备份，存于），2019年3月24日參閲
6. ↑  電氣車研究會，『鐵道畫刊』通卷第816號 2009年3月 臨時特刊號 「特集 - 名古屋鉄道」，卷末收錄「名古屋鐵道 配線略圖」
7. ↑  名鐵120年史編纂委員會事務局（編）. . 名古屋鐵道. 2014: 160–162.
8. ↑  名古屋鐵道廣報宣傳部（編）. . 名古屋鐵道. 1994: 651–653.
9. 1 2  .   [2015-02-20]. （原始内容存档于2015-01-28）.
10. ↑  .   [2020-03-16]. （原始内容存档于2015-09-24）.
11. ↑  .   [2020-03-16]. （原始内容存档于2015-09-24）.
12. ↑  .   [2015-02-20]. （原始内容存档于2015-01-28）.
13. ↑  .   [2015-02-20]. （原始内容存档于2015-01-28）.

## 外部連結
- 吉良吉田 - 名古屋鐵道